# Remmer Willem Starreveld
Remmer Willem Starreveld (Amsterdam, 19 april, 1907 – Amsterdam, 18 november 1995) was een Nederlands accountant en  hoogleraar bestuurlijke informatieverzorging en informatietechnologie aan de Universiteit van Amsterdam. Hij wordt wel gezien als de belangrijkste pleitbezorger en wegbereider van de automatisering van administraties in Nederland, en grondlegger van het vak Bestuurlijke Informatieverzorging.

## Levensloop
Starreveld had zich voorgenomen om aan de Technische Hogeschool in Delft te gaan studeren, maar begon door omstandigheden in 1925 bij een bankkantoor van de Amsterdamse Liquidatiekas. Op advies van Théodore Limperg ging hij zich verdiepen in het accountancyvak. In de opvolgende jaren werkte hij zich op als assistent-accountant en volgde een accountantsstudie bij Limperg. Van 1929 tot 1933 werkte hij als accountant voor de Burroughs Corporation. 

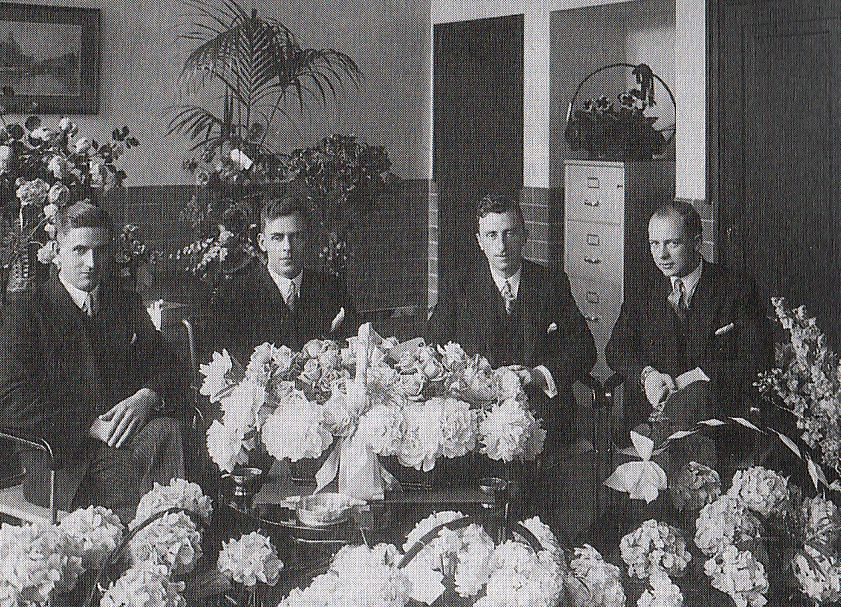
De oprichters van het Raadgevend Kantoor voor Organisatie en Efficiency.

In 1933 begon hij als zelfstandige en richtte met H. van de Bunt, P.A.H. van Delft en K. Mallee het "Raadgevend Kantoor voor Organisatie en Efficiency" op, het tegenwoordige Van de Bunt Adviseurs. Na de oorlog maakte hij zelf overstap naar Kleinveld Krayenhoff & Co, het later KPMG.
In 1955 startte Starreveld in het onderwijs als lector aan de Universiteit van Amsterdam waarbij hij een openbare les hield getiteld "Enkele beschouwingen over de ontwikkeling van de administratieve organisatie." In 1959 volgde hier een aanstelling als bijzonder hoogleraar, waarbij zijn leerstelling beschreven werd als "administratieve organisatie, de administratieve techniek en de automatisering van de informatieverwerking". Vanaf de oprichting in 1958 tot 1970 was hij verder actief bij het Sioo. In 1977 ging hij aan de Universiteit van Amsterdam met emeritaat.
Samen met Henri Johan van der Schroeff en A.B. Frielink (1917-1998) was Starreveld in 1958 initiatiefnemer van de "Stichting Studiecentrum voor Administratieve Automatisering", tegenwoordig onderdeel van het Nederlands Genootschap voor Informatica. Deze stichting bood ondersteuning aan grote organisaties als banken en verzekeringsbedrijven bij hun eerste schreden op het pad van de automatisering.

### Personalia

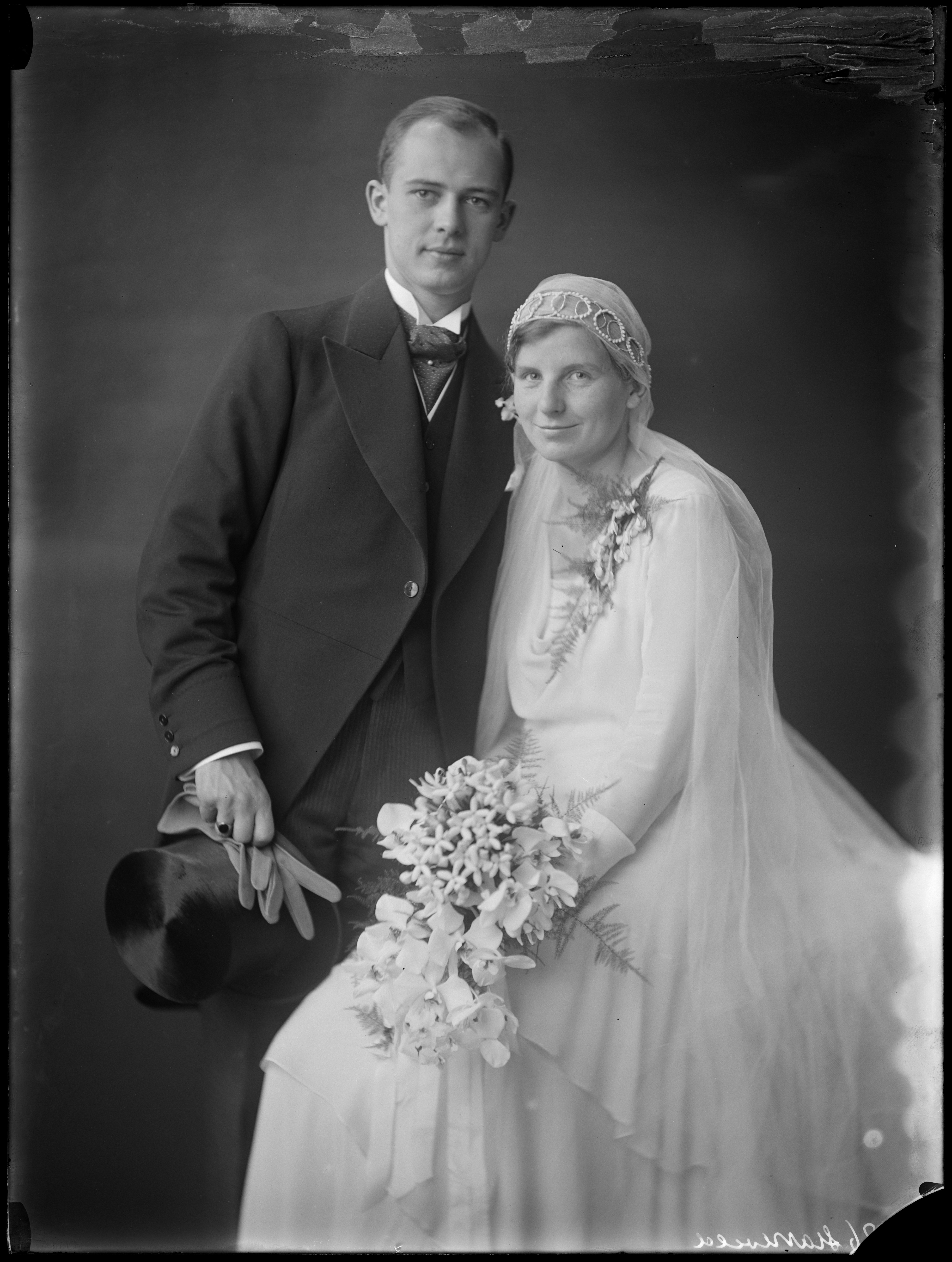
Starrevelds, 1931

Starreveld trouwde in 1931 met Suzanna Maria Wilhelmina van der Lugt Melsert.

## Werk
Starreveld's grote wetenschappelijke bijdrage ligt op het gebied van de administratieve automatisering. Hij schreef verschillende standaardwerken, zoals Leer van de administratieve organisatie (1962), Administratieve techniek (1963) en Bestuurlijke informatieverzorging (1977) die elk menig herdruk beleefde.

### Automatisering van de administratie
Starreveld was van opvatting, dat informatie een cruciale rol speelt in zowel fabrieksautomatisering als in administratieve automatisering. In zijn inaugurele rede in 1959 stelde hij hierover:
"Het besturen van een organisatie is in zekere zin onder een noemer te brengen met het besturen van een machine. Informatie is voor beide de sturende kracht. En daar machines en installaties normaliter moeten fungeren binnen het kader van een bepaalde organisatie, is het duidelijk, dat in principe deels van dezelfde informatie kan worden gebruikgemaakt, een omstandigheid die voor de automatisering van het informatieverwerkingsproces van bijzondere betekenis is."
In die tijd ontwierp Starreveld een typologiemodel, dat tot doel had het aantal verschillende soorten huishoudingen (organisaties) sterk te vereenvoudigen en terug te brengen tot enkele basistypen.

### Bestuurlijke Informatieverzorging
Bestuurlijke Informatieverzorging ofwel de studie van de administratieve organisatie is een van de steunpilaren van het beroep van accountant. Dit vak is in Nederland in belangrijke mate gebaseerd op de opvattingen van Starreveld. Zelf definieerde hij dit vak als:
"Alle activiteiten met betrekking tot het systematisch verzamelen, vastleggen en verwerken van gegevens, gericht op het verstrekken van informatie ten behoeve van het besturen-in-engere-zin (kiezen uit alternatieve mogelijkheden), het doen functioneren en het beheersen van een huishouding, en ten behoeve van de verantwoording die daarover moet worden afgelegd"

## Publicaties
- 1940. Sorteeren en selecteren: één der belangrijkste hoofdstukken uit de leer der administratieve techniek. Den Helder: De Boer
- 1959. De automatisering van de informatieverwerking. Inaugurele rede Universiteit van Amsterdam.
- 1962. Leer van de administratieve organisatie. Alphen aan den Rijn [etc.]: Samsom.
- 1963. Administratieve techniek. Alphen aan den Rijn [etc.]: Samsom
- 1977. Bestuurlijke informatieverzorging en de mede daarop gerichte administratieve organisatie. Met H.B. de Mare en E.J. Joëls. Alphen aan den Rijn [etc.]: Samsom.

- Nederlandse Thesaurus van Auteursnamen: 068041950
- Virtual International Authority File: 286145109
- WorldCat: E39PBJhhkX9CWmK4KBfmkKbw4q